# دوگالد کلرک

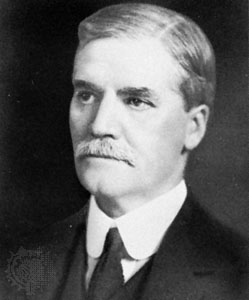
دوگالد کلرک - مهندس مکانیک اهل اسکاتلند

دوگالد کلرک (انگلیسی: Dugald Clerk) مخترع و مهندس مکانیک اهل اسکاتلند بود. او در سال ۱۸۸۰ میلادی موتور دوزمانه را اختراع کرد. دوگالد کلرک همچنین از برندگان مدال پادشاهی و از اعضای انجمن سلطنتی بود.